# Xã Avon, Quận Coffey, Kansas
Xã Avon (tiếng Anh: Avon Township) là một xã thuộc quận Coffey, tiểu bang Kansas, Hoa Kỳ. Năm 2010, dân số của xã này là 180 người.